# Vive le Tour !
Pour plus de détails, voir Fiche technique et Distribution.
Vive le Tour ! est un court-métrage français réalisé par Louis Malle en 1962. Il s'agit d'un documentaire sur le Tour de France.

## Synopsis
Ce documentaire filmé lors du Tour de France 1962, n'est pas un résumé de la course. Il permet de se rendre compte de l'ambiance avec la caravane publicitaire, du public sur le bord des routes, les motards suivant les coureurs et des anecdotes de cycliste. La caméra suit les abandons de l'Italien Zorzi et du Belge Van Looy.

## Fiche technique
- Titre français : Vive le Tour !
- Réalisation : Louis Malle
- Scénario : Louis Malle
- Photographie : Louis Malle, Jacques Ertaud et Ghislain Cloquet
- Musique : Georges Delerue
- Pays de production : France
- Format : Couleurs - Mono
- Genre : court métrage, documentaire
- Durée : 18 minutes
- Date de sortie : octobre 1962

## Distribution
- Jean Bobet : Narrateur (voix)
- Les coureurs du Tour 1962

## Récompense
- 1968 : Triglav de Bronze au IIe Festival international de films sportifs et touristiques de Kranj (Yougoslavie)[1]